# Спасе (Охридско)
Спасе или Свети Спас (на македонска литературна норма: Спасје, Свети Спас) е бивше село в община Охрид на Северна Македония.

## История
В „Етнография на вилаетите Адрианопол, Монастир и Салоника“, издадена в Константинопол в 1878 година и отразяваща статистиката на населението от 1873 година, Свети Спас (Svèti-spass) е посочено като село с 5 домакинства и 22 жители българи.
На Етнографската карта на Битолския вилает на Картографския институт в София от 1901 година Свети Спас (Спасие) е чисто българско село в Охридската каза на Битолския санджак с 40 къщи.